# John M. Farquhar
John McCreath Farquhar (* 17. April 1832 in Ayr, Schottland; † 24. April 1918 in Buffalo, New York) war ein US-amerikanischer Politiker. Zwischen 1885 und 1891 vertrat er den Bundesstaat New York im US-Repräsentantenhaus.

## Werdegang
John Farquhar besuchte die Ayr Academy und kam dann noch als Jugendlicher nach Buffalo im US-Bundesstaat New York. 33 Jahre lang arbeitete er dann in der Zeitungsbranche als Drucker, Herausgeber und Verleger. Von 1860 bis 1862 war er Präsident der International Typographical Union. Danach nahm er in verschiedenen Funktionen im Heer der Union am Amerikanischen Bürgerkrieg teil. Dabei stieg er bis zum Major auf. Für seine militärischen Leistungen wurde er später mit der Congressional Medal of Honor ausgezeichnet. Nach dem Krieg kehrte er nach Buffalo zurück, wo er seine früheren Tätigkeiten wieder aufnahm. Gleichzeitig schlug er als Mitglied der Republikanischen Partei eine politische Laufbahn ein.
Bei den Kongresswahlen des Jahres 1884 wurde Farquhar im 32. Wahlbezirk von New York in das US-Repräsentantenhaus in Washington, D.C. gewählt, wo er am 4. März 1885 die Nachfolge des Demokraten William Findlay Rogers antrat. Nach zwei Wiederwahlen konnte er bis zum 3. März 1891 drei Legislaturperioden im Kongress absolvieren. Ab 1891 war er Vorsitzender des Ausschusses für die Handelsmarine und die Fischerei (Committee on Merchant Marine and Fisheries).
Im Jahr 1890 verzichtete John Farquhar auf eine weitere Kongresskandidatur. Von 1898 bis 1902 gehörte er der amerikanischen Industriekommission (United States Industrial Commission) an. Danach zog er sich in den Ruhestand zurück. Er starb am 24. April 1918 in Buffalo, wo er auch beigesetzt wurde.